# Giselle Ansley
Giselle Anne Ansley (Kingsbridge, 31 de marzo de 1992) es una jugadora británica de hockey sobre césped.

## Trayectoria
Ansley tuvo su debut olímpico en Río 2016. En su primer juego olímpico derrotó a Países Bajos en la final y obtuvo la medalla de oro, por primera vez en la historia de su selección. En Tokio 2020 consiguió la medalla de bronce al vencer a India en la final por el tercer puesto.